# Hauerslevia
Hauerslevia és un gènere de fongs de l'ordre dels auricularials (Auriculariales). El gènere és monotípic (només conté una espècie descrita a Europa, Hauerslevia pulverulenta).